# 1,2-Dibrompropan
1,2-Dibrompropan ist eine organische chemische Verbindung. Es ist eine aliphatische und die einfachste chirale Kohlenwasserstoffverbindung, die Brom enthält. Von der Verbindung existieren diverse Isomere wie 1,3-Dibrompropan und 2,2-Dibrompropan.

## Gewinnung und Darstellung
1,2-Dibrompropan entsteht bei der Reaktion von Propen mit Brom:
Dies ist eine Additionsreaktion, bei der racemisches 1,2-Dibrompropan entsteht.

## Eigenschaften
1,2-Dibrompropan ist eine entzündliche, flüchtige, hellgelbe Flüssigkeit, welche schwer löslich in Wasser ist. Sie hat einen Brechungsindex von 1,5201 (20 °C).

## Stereoisomerie
1,2-Dibrompropan hat ein Stereozentrum, daher existieren zwei Enantiomere, das (S)-1,2-Dibrompropan und das (R)-1,2-Dibrompropan.

Enantiomere des 1,2-Dibrompropans:(S)-1,2-Dibrompropan (oben) und
(R)-1,2-Dibrompropan (unten)

Wird ohne weitere Präfixe vom 1,2-Dibrompropan gesprochen, ist meist das Racemat [(RS)-1,2-Dibrompropan] – eine 1:1-Mischung von (S)-1,2-Dibrompropan und (R)-1,2-Dibrompropan – gemeint.

## Verwendung
1,2-Dibrompropan ist ein Zwischenprodukt für die Synthese von Arzneistoffen und anderen organischen Verbindungen. Weiterhin wird es als Lösungsmittel eingesetzt.

## Sicherheitshinweise
Die Dämpfe von 1,2-Dibrompropan können mit Luft ein explosionsfähiges Gemisch (Flammpunkt 35 °C) bilden.